# فرديناند ميركادو
فرديناند ميركادو (بالإنجليزية: Ferdinand Mercado)‏ هو سياسي أمريكي، ولد في 18 يونيو 1957 في الولايات المتحدة. حزبياً، نشط في Popular Democratic Party (Puerto Rico) ‏.